# 小林さとみ
小林 さとみ（こばやし さとみ、4月24日 -  ）は、日本の女性声優。アミュレート所属。東京都出身。

## 人物
趣味・特技はクラシックバレエ、和太鼓。
以前はディーカラーに所属していた。2024年8月1日、ディーカラーとアミュレートとの事業統合によりアミュレートへ移籍。

## 出演

### テレビアニメ
2013年
- Free!（小学生）

2014年
- 牙狼〈GARO〉-炎の刻印-（女）
- 金田一少年の事件簿R（神丘風馬〈子供時代〉）

2015年
- Go!プリンセスプリキュア（店主）

2016年
- 牙狼 -紅蓮ノ月-（貴族の娘A）

2017年
- いぬやしき（母、女子生徒、女性）

2018年
- レイトン ミステリー探偵社 〜カトリーのナゾトキファイル〜（2018年 - 2019年、貴婦人、ジョレイナ）

2020年
- 波よ聞いてくれ

2021年
- ましろのおと（海人の母）

2023年
- おとなりに銀河（五色文）
- AYAKA -あやか-（おばちゃんA、おばあさん）

2025年
- 転生したら第七王子だったので、気ままに魔術を極めます（メリッサ）

### 劇場アニメ
- 黒の栖-クロノス-（2014年、葉月の母親）

### Webアニメ
- コタローは1人暮らし（2022年、TVの声）
- テルマエ・ロマエ ノヴァエ（2022年、番台、おばちゃん、女将）

### ゲーム
- ファイナルファンタジーVII リメイク（2020年）
- コールオブデューティー モダン・ウォーフェア（リブート版）（2019年、2022年 - 2023年、ケイト・ラズウェル〈リヤ・キールステッド〉、バトルバディ・アルーフ[5]） - 5作品[一覧 1]

### 吹き替え

#### 映画
2013年
- プンサンケ

2015年
- カリフォルニア・ディストラクション
- 靴職人と魔法のミシン（エレーン・グリーナウォルト〈エレン・バーキン〉）
- 激戦 ハート・オブ・ファイト

2016年
- ヴィンセントが教えてくれたこと
- クライム・スピード
- サヨナラの代わりに
- 人生はローリングストーン
- 素敵なサプライズ ブリュッセルの奇妙な代理店
- ナイトクローラー
- ナイト・ビフォア 俺たちのメリーハングオーバー
- 20歳よ、もう一度

2017年
- ゼロの未来（シュリンク・ロム博士〈ティルダ・スウィントン〉）

2018年
- 大人の恋の測り方

2019年
- 月影の下で
- ビトウィーン・トゥ・ファーンズ: ザ・ムービー（シャール〈メアリー・シェアー〉）
- ファウンダー ハンバーガー帝国のヒミツ ※BSテレ東
- ベルベット・バズソー: 血塗られたギャラリー
- 僕と生きる人生（マイア〈アリア・ショウカット〉、レノール・プール〈カレン・ピットマン〉）
- ラトルスネーク

2020年
- 愛と哀しみの旅路（フランキー・カワムラ〈ブラディ・ツルタニ〉）※Disney+版
- オクトーバー・ファクション（ジーナ・フェルナンデス〈ニコラ・コレイア＝ダミュード〉）
- スキャンダル（スーザン・エストリッチ〈アリソン・ジャネイ〉）
- ビルとテッドの時空旅行 音楽で世界を救え!（ジョアンナ〈ジェイマ・メイズ〉）
- ランボー ラスト・ブラッド（情婦）※劇場公開版
- ジェクシー! スマホを変えただけなのに

2021年
- ある日どこかで（司書）※BSテレ東版
- サンダーフォース -正義のスーパーヒロインズ-
- ジ・アンダーテイカー ～呪いの館を脱出せよ!～
- スケアリー・アパートメント（ラファエル）
- 世界にひとつの金メダル ※BSテレ東版
- デンジャー・ゾーン

2022年
- アムステルダム
- インファーナル・マシーン
- オペレーション・ミンスミート -ナチを欺いた死体-
- ジェニファー・ロペス: ハーフタイム
- スパイダーマン:ノー・ウェイ・ホーム
- ドリームプラン
- ティル
- トロール
- 恵まれた子供たち
- ブラック・クラブ（ノルド将軍〈スーザン・タスリミ〉）
- ナイトメア・アリー（フェリシア・キンボール〈メアリー・スティーンバージェン〉）
- ラストナイト・イン・ソーホー（ミス・トビン〈エリザベス・バーリントン〉）

2023年
- アイズ・オン・ユー
- エクソシスト3 ※Netflix版
- チャンピオンズ（メネンデス〈アレックス・カスティーロ〉）
- ツーリスト・ガイド・トゥ・ラブ ～恋のツアーガイド～
- テトリス
- バイオレント・ナイト（キャンディケイン〈ミトラ・スリ〉）

2024年
- エア・ロック 海底緊急避難所（マーディ〈フィリス・ローガン〉）
- エイリアン:ロムルス
- クレイヴン・ザ・ハンター
- 戦と乱
- ホールドオーバーズ 置いてけぼりのホリディ（ジュディ・クロットフェルター〈ジリアン・ヴィグマン〉）
- ロスト・イン・シャドー（アスティ〈ジェシカ・マーレイン〉）

2025年
- バック・トゥ・ザ・フューチャー（ピーボディの女房〈アイビー・ベスーン〉）※日本テレビ版
- バック・トゥ・ザ・フューチャー PART2（フォーリー巡査〈ステファニー・E・ウィリアムズ〉）※日本テレビ版
- スンブ: 二人の棋士
- ドリーム・シナリオ（ジャネット・マシューズ〈ジュリアンヌ・ニコルソン〉）

#### ドラマ
2013年
- 救命医ハンク セレブ診療ファイル

2014年
- Life 真実へのパズル（ジェニファー・コノバー）

2015年
- GOTHAM/ゴッサム（ガートルド・カプルプット〈キャロル・ケイン〉）
- CSI:ニューヨーク
- JUSTIFIED 俺の正義
- セーフハウス
- デビアスなメイドたち

2018年
- ドクター・フー（ミシェル・ゴメス〈ミッシー〉）
- ホワイトチャペル

2019年
- グッド・ドクター 名医の条件 シーズン2
- 9-1-1: LA救命最前線（カーラ・プライス〈ココア・ブラウン〉）

2020年
- After Life/アフター・ライフ（ジル 他）
- アメリカン・ホラー・ストーリー: 黙示録
- Lの世界 ジェネレーションQ（ソフィ・スアレス〈ロザニー・ザヤス〉）
- クイズ 〜100万ポンドを夢見た男〜（クローディア・ローゼンクランツ〈アシュリング・ビー〉）

2021年
- 海街チャチャチャ
- CALLS コール（カミラ〈リリー・コリンズ〉、カヤ、レイチェル・ウィーティング博士〈オーブリー・プラザ〉）
- ステートレス -彷徨の行方-
- となりの精神科医
- パニック 秘密のゲーム（シェリ、ラングレー、ショーナ）
- ラン・オン・アイス（ホリー〈クリスティーナ・タム〉）

2022年
- アダマス 失われたダイヤ
- イーヴィル: 超常現象捜査ファイル
- イエローストーン（テイト・ダットン〈ブレッケン・メリル〉）
- グッド・サム 外科医親子のパワーゲーム（ティナ〈ビクトリア・ラウェル〉）
- ザ・ステアケース -偽りだらけの真実-（フレダ・ブラック〈パーカー・ポージー〉）
- ジ・オファー / ゴッドファーザーに賭けた男（アンドレア・イーストマン〈ステファニー・ケーニッヒ〉）
- ターミナル・リスト（リズ・ライリー〈タイナー・ラッシング〉）
- ナイト・エージェント（エマ・キャンベル、イーサン）
- 2034 今そこにある未来
- 模範家族（ヒョヌ）
- わずか1000ウォンの弁護士（ナ・イェジン検事〈コン・ミンジョン〉）

2023年
- レジデント・エイリアン（町長の妻、マックスの母）

2024年
- ギャング・オブ・ロンドン シーズン2
- クルックス（ヨナス）
- 激情のコロッセオ 死にゆく者たち
- 百年の孤独（アウレリャノ・ブエンディア大佐の幼少年期他）

2025年
- ゼロデイ
- おつかれさま（パク・チュンス〈チャ・ミギョン〉）
- フレンズ&ネイバーズ（アリソン・"アリ"・クープ〈レナ・ホール〉）
- エトワール（スス・リー〈ラメイ・チャン〉）

#### アニメ
2015年
- スター・ウォーズ 反乱者たち（グーティ・テレズ）

2018年
- グリンチ（アイダおばさん）

2021年
- オバケの町 #1,6
- 異界探偵トレセ

2022年
- ソーラー・オポジット（フランキー先生、シェリー 他）
- セサミストリート・メカビルダーズ（ベルタ、おばあちゃん、ビリー 他）
- ウェンデルとワイルド（イルムガード）

2025年
- 星つなぎのエリオ（マークウェル大佐）

#### ボイスオーバー
- アニマルプラネット ライオン日記
- 身も心も裸になる! 男女二人のサバイバル The Naked
- プロジェクト・ランウェイ シーズン9
- プロジェクト・ランウェイ シーズン10（アンドレア・カッツ）
- ジェームズ・メイの日本探訪（2020年）
- マジカル・クッキング（2021年、ハナロア）
- ワッフルとモチ（2021年）
- ジェームズ・メイの世界探訪: イタリア編（2022年）
- ジェームズ・メイの世界探訪: インド編（2024年、アディティ・ミタル）
- リズム+フロー シーズン2（2024年、ラトー）

### シリーズ一覧
1. ↑  モダン・ウォーフェア（2019年）、モダン・ウォーフェアII / ウォーゾーン2.0（2022年）、モダン・ウォーフェアIII（2023年）、ウォーゾーン モバイル（2024年）

### 初出話一覧
1. ↑  第10話初出
2. ↑  第6話初出
3. ↑  第1話初出
4. ↑  第5話初出
5. ↑  第9話初出
6. ↑  第19話初出